# 別黄字銃筒捏造事件

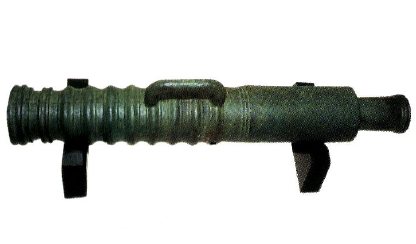
別黄字銃筒

別黄字銃筒捏造事件（べつおうじじゅうとうねつぞうじけん）は、1996年に韓国で発覚した捏造事件。別名「韓国国宝274号事件」ともいう。

## 遺物の「発見」
1992年8月18日、韓国海軍の忠武公海戦遺跡発掘団（「忠武公」は李舜臣の諡）は、慶尚南道統営郡（現在の統営市）の閑山島の沖合の海底から、壬辰倭乱（文禄・慶長の役）の際に朝鮮水軍の亀甲船に装着されていた小型曲射砲である「別黄字銃筒」（朝鮮語: 별황자총통）を「発見」し引き揚げた。
その砲身には、これまでに発見された銃筒には見られない「亀艦黄子 驚敵船 一射敵船 必水葬（亀甲船の銃筒は敵の船を驚かし、砲撃一発で撃沈させる）」という銘文が刻まれていた。また「万暦丙申」と刻まれていたので、1596年に鋳造されたものとされた。
「発見」後の同年9月4日には、文化財庁により「国宝第274号」に指定された。

## 捏造の発覚
1996年6月、発掘団団長の韓国海軍大領（大佐に相当）が逮捕された。民間人立入禁止海域の入域に便宜を図り、賄賂を受け取った収賄罪の容疑であったが、捜査の過程で別黄字銃筒の捏造が明らかになった。
捜査の結果、以下の事実が判明した。
- 共犯の骨董商は、1987年頃に自分が経営する鋳物工場で銃筒を製作した。
- 1992年8月10日に、発掘団団長は共犯の骨董商から例の銃筒を仕入れ、一旦海に沈めた。
- 8月18日に、あたかも自分が「発見」したかのように振る舞い、銃筒を引き揚げた。

発掘団団長は、動機について「自分が団長を務める発掘団の実績が上がらず、悩んでいた」と供述したという。またこの骨董商は、他にも青銅測雨器や亀甲船の突起物である刀錐の捏造もしていたことが明らかになった。
1996年8月31日、文化財庁は銃筒の国宝指定を解除し、国宝第274号は欠番となった。